# William George Armstrong
William George Armstrong, född  26 november 1810 i Newcastle-upon-Tyne, död 27 december 1900 i Cragside, var en engelsk ingenjör.

## Biografi
Armstrong var ursprungligen verksam på advokatkontor, men ägnade sig från 1836 åt tekniska studier och uppfinningar samt öppnade 1847 verkstäder i Elswick vid Newcastle under namnet W.G. Armstrong & Company. Redan 1840 hade han offentliggjort sin uppfinning av ångelektricitetsmaskinen. År 1846 gjorde han sin viktiga uppfinning av den hydrauliska kranen, och kort därefter konstruerade han en ackumulator för uppsamlande av mekaniskt arbete, vilken i tekniskt avseende fick stor betydelse. År 1854, under Krimkriget, började han konstruera ett slags räfflade bakladdningskanoner, för vilket han 1859 adlades och fick samma år av brittiska regeringen i uppdrag att, som chef för arsenalen i Woolwich, överta ledningen av statens kanontillverkning. Denna befattning lämnade han dock redan 1863, för att ägna sig uteslutande åt sin enskilda verksamhet. 
År 1870 övergav Armstrong bakladdningen, men återgick 1877 till denna konstruktion. Hans specialitet var tillverkning av grova kust- och fartygskanoner, men fick ej något större rykte som konstruktör av fältkanoner. Hans tillverkningsmetod var städse originell; bland annat var han den ende europeiske fabrikant, som inlåtit sig på tillverkning av ståltrådskanoner. År 1882 upptogs Charles Mitchell i firman, och 1897 sammanslogs den armstrongska firman med konkurrenten Joseph Whitworth & Co och bildade Sir W.G. Armstrong, Whitworth & Co Ltd. 
De i Elswick belägna kanon- och fartygsverkstäderna sysselsatte 1900 omkring 15 000 arbetare, vilkas familjer, sammanlagt omkring 70 000 personer, var bosatta i en särskild till verken hörande stad. Skeppsbyggeriet där fick efterhand allt större omfattning, och örlogsfartyg levererades därifrån till flera stater inom och utom Europa. Armstrong förvärvade sig ett namn även som skriftställare i tekniska ämnen. Han erhöll en mängd stora utmärkelser. År 1887 upphöjdes han till peer med titeln baron Armstrong of Cragside. År 1843 kallades han till medlem av Royal Society. Han blev hedersdoktor i Cambridge 1862 och i Oxford 1870 samt ledamot av svenska Vetenskapsakademien 1896. Men trots att han till staden Newcastle skänkte såväl parken som flera nyttiga inrättningar, lyckades han vid parlamentsvalen aldrig besegra John Morley.